# Thelocarpon lichenicola
Thelocarpon lichenicola är en lavart som först beskrevs av Karl Wilhelm Gottlieb Leopold Fuckel, och fick sitt nu gällande namn av Poelt & Hafellner. Thelocarpon lichenicola ingår i släktet Thelocarpon och familjen Thelocarpaceae.  Arten är reproducerande i Sverige. Inga underarter finns listade i Catalogue of Life.